# Жабинецька сільська рада (Гусятинський район)
Жабине́цька сільська́ ра́да — адміністративно-територіальна одиниця та орган місцевого самоврядування в Гусятинському районі Тернопільської області. Адміністративний центр — село Жабинці.

## Загальні відомості
- Населення ради: 667 осіб (станом на 2001 рік)

## Населені пункти
Сільській раді були підпорядковані населені пункти:
- с. Жабинці

## Склад ради
Рада складалася з 12 депутатів та голови.
- Голова ради: Лахман Анатолій Степанович
- Секретар ради: Чепіль Володимир Степанович

### Керівний склад попередніх скликань
| Прізвище, ім'я, по батькові | Основні відомості                                                                     | Дата обрання | Дата звільнення |
| --------------------------- | ------------------------------------------------------------------------------------- | ------------ | --------------- |
| Лахман Анатолій Степанович  | Сільський голова, 1970 року народження, освіта вища, член Української Народної Партії | 26.03.2006   | 31.10.2010      |
| Лахман Анатолій Степанович  | Сільський голова, 1970 року народження, освіта вища, член Української Народної Партії | 31.10.2010   |                 |

Примітка: таблиця складена за даними сайту Верховної Ради України

### Депутати
За результатами місцевих виборів 2010 року депутатами ради стали:

#### За суб'єктами висування
| Суб'єкт висування                     | Кількість обраних депутатів | %    |
| ------------------------------------- | --------------------------- | ---- |
| Самовисування                         | 11                          | 91,7 |
| Політична партія Народний Рух України | 1                           | 8,3  |

#### За округами
| № округу                              | Прізвище, ім'я, по батькові    | Дата визнання обраним | Освіта  | Партійна приналежність | Відомості про обраного депутата    |
| ------------------------------------- | ------------------------------ | --------------------- | ------- | ---------------------- | ---------------------------------- |
| Політична партія Народний Рух України |                                |                       |         |                        |                                    |
| 3                                     | Мазник Іван Андрійович         | 04.11.2010            | середня | позапартійний          | тимчасово не працює                |
| Самовисування                         |                                |                       |         |                        |                                    |
| 1                                     | Осьмак Ігор Іванович           | 04.11.2010            | середня | позапартійний          | ПСаФ"Нічлава", мельник             |
| 2                                     | Мартович Олександра Адамівна   | 04.11.2010            | середня | позапартійна           | ПСаФ"Нічлава", бухгалтер           |
| 4                                     | Чепіль Володимир Степанович    | 04.11.2010            | середня | позапартійний          | Жабинецька сільська рада, секретар |
| 5                                     | Глущин Ігор Михайлович         | 04.11.2010            | вища    | позапартійний          | тимчасово не працює                |
| 6                                     | Глущин Ольга Володимирівна     | 04.11.2010            | вища    | позапартійна           | тимчасово не працює                |
| 7                                     | Водиляк Ігор Степанович        | 04.11.2010            | середня | позапартійний          | ПСаФ"Нічлава", тракторист          |
| 8                                     | Строцький Василь Богданович    | 04.11.2010            | середня | позапартійний          | тимчасово не працює                |
| 9                                     | Данилишин Олександр Михайлович | 04.11.2010            | середня | позапартійний          | тимчасово не працює                |
| 10                                    | Хоптова Оксана Іванівна        | 04.11.2010            | середня | позапартійна           | тимчасово не працює                |
| 11                                    | Найдух Ярослав Петрович        | 04.11.2010            | середня | позапартійний          | тимчасово не працює                |
| 12                                    | Саранчук Сергій Павлович       | 04.11.2010            | середня | позапартійний          | тимчасово не працює                |